# Caso Masacre de Santo Domingo vs. Colombia
El caso Masacre de Santo Domingo vs. Colombia es una sentencia de la Corte Interamericana de Derechos Humanos del 19 de agosto de 2013  sobre la responsabilidad internacional de Colombia por el bombardeo del caserío de Santo Domingo, lo cual generó la muerte de numerosas personas, así como lesiones y el desplazamiento forzado de otras.

## Hechos
Los hechos del caso se iniciaron el 13 de diciembre de 1998 en el marco de un operativo militar de las fuerzas armadas colombianas. Un helicóptero lanzó un dispositivo cluster de tipo AN-M1A2 compuesto por granadas o bombas de fragmentación AN-M41A sobre la calle principal de Santo Domingo lo que ocasionó la muerte de 17 personas, incluyendo niños y niñas, y 27 heridos. El mismo 13 de diciembre muchas personas de Santo Domingo tuvieron que abandonar sus residencias y movilizarse al corregimiento de Betoyes en el municipio de Tame. Además, la Fuerza Aérea Colombiana realizó ametrallamientos desde las aeronaves contra personas que iban en dirección opuesta al caserío. El Tribunal Contencioso Administrativo estableció la responsabilidad del Estado. Asimismo fueron condenados tres autores materiales.
En el fallo se indica que «debido a la precisión limitada del dispositivo utilizado, el lanzamiento del mismo en el casco urbano del caserío de Santo Domingo o cerca de ahí, era contrario al principio de precaución reconocido por el derecho internacional humanitario, lo que le permitió a la Corte declarar la responsabilidad del Estado por la violación del derecho a la vida». Según el organismo interamericano, las pruebas técnicas avaladas por Cortes colombianas fueron suficientes para concluir que fue la bomba cluster (racimo) lanzada por la Fuerza Aérea, y no una bomba de las FARC, a diferencia de lo asegurado por el Estado colombiano.

## Procedimiento
La petición ante la Comisión Interamericana de Derechos Humanos fue presentada el 18 de abril de 2002, el informe de admisibilidad fue publicado el 6 de marzo de 2003 y su informe de fondo fue publicado el 24 de marzo de 2011. La Comisión presentó la demanda en este caso con el objeto de que la Corte Interamericana decidiera si el Estado violó los derechos consagrados en los artículos 4.1, 5.1, 8.1, 19, 21.1 y 21.2, 22.1 y 25 en relación con el artículo 1.1 de la Convención Americana. Los representantes de las víctimas coincidieron con lo solicitado por la Comisión, pero además indicaron que el Estado violó los derechos consagrados en los artículos 2 y 11 de la Convención Americana. El caso fue remitido a la Corte el 8 de julio de 2011 y la fecha de audiencia ante la Corte tuvo lugar entre el 27 y el 28 de junio de 2012.

## Reparaciones
La Corte dispone:

- Que la Sentencia de Excepciones Preliminares, Fondo, Reparaciones y Costas constituye per se una forma de reparación.
Que el Estado debe realizar un acto público de reconocimiento de responsabilidad internacional por los hechos del presente caso.
- Que el Estado debe realizar las publicaciones dispuestas de conformidad con lo establecido en el párrafo 303 de la Sentencia de Excepciones Preliminares, Fondo, Reparaciones y Costas.
- Que el Estado debe brindar un tratamiento integral en salud a las víctimas a través de sus instituciones de salud especializadas.
- Que el Estado debe otorgar y ejecutar, en el plazo de un año y a través de un mecanismo interno expedito, las indemnizaciones y compensaciones pertinentes por concepto de daños materiales e inmateriales, a favor de las víctimas heridas y de los familiares de víctimas que no fueron reparadas por la jurisdicción contencioso administrativa a nivel interno.
- Que el Estado debe pagar US$ 5,000.00 por concepto de reintegro de costas y gastos, cantidad que debe ser dividida entre la Fundación de Derechos Humanos “Joel Sierra”, la Asociación para la Promoción Social Alternativa Minga, Humanidad Vigente Corporación Jurídica y al Colectivo de Abogados “José Alvear Restrepo”, según les corresponda.
- Que la Corte supervisará el cumplimiento íntegro de la Sentencia de Excepciones Preliminares, Fondo, Reparaciones y Costas, en ejercicio de sus atribuciones y en cumplimiento de sus deberes conforme a la Convención Americana, y dará por concluido el presente caso una vez que el Estado haya dado cabal cumplimiento a lo dispuesto en aquél.

- Que dentro del plazo de un año a partir de la notificación de la Sentencia de Excepciones Preliminares, Fondo, Reparaciones y Costas el Estado deberá rendir a la Corte un informe sobre las medidas adoptadas para darle cumplimiento.